# Infinitezimalni račun
Infinitezimalni račun grana je matematike koja se bavi funkcijama, derivacijama, integralima, limesima funkcije i graničnim vrijednostima. Proučava razumijevanje i opisivanje promjenā vrijednosti ovisnih o varijabli, odnosno promjena funkcija. Dvije glavne grane jesu diferencijalni račun i integralni račun. 
Infinitezimalni račun osnova je matematičke analize. Koristi se u znanosti, ekonomiji, inženjerstvu itd. Služi za rješavanje mnogih matematičkih problema koji se ne mogu riješiti algebrom ili geometrijom. Infinitezimalni račun se na latinskom jeziku kaže "calculus infinitesimalis" i iz toga je proizašao naziv "kalkulus", koji se koristi u dijelu svijeta. Riječ "infinitesimalis" znači "beskrajno mala količina".

## Povijest
U antičkom razdoblju bilo je ideja sličnih infinitezimalnom računu. Egipćani su računali volumen piramide bez vrha. Grci Eudoks i Arhimed koristili su metodu ekshaustacije, koja je metoda izračunavanja površine nekog oblika tako što se u njega ubacuje niz poligona čije površine konvergiraju prema površini cijelog oblika. Tu metodu koristio je i Kinez Liu Hui u 3. stoljeću, da bi izračunao površinu kruga. U 5. stoljeću Ču Čungdži koristio je metodu koja će se kasnije nazvati Cavalierov princip za volumen sfere. 
Godine 499. indijski je matematičar Aryabhata I. računao infinitezimalanim računom i zapisao astronomski problem u obliku diferencijalne jednadžbe. Na temelju te jednadžbe, u 12. stoljeću Bhaskara je razvio neku vrstu derivacije. Oko 1000. godine Ibn al-Haitam osmislio je formulu za sve vrste četvrtih potencija i time priredio put za integralni račun. U 12. stoljeću perzijski matematičar Šaraf al-Din al-Tusi otkrio je pravilo za odvajanje kubičnoga polinoma. U 17. stoljeću japanski matematičar Takakazu Shinsuke Seki došao je do osnovnih spoznaja infinitezimalnoga računa.
Infinitezimalni račun otkrili su neovisno jedan o drugome u otprilike isto vrijeme Isaac Newton i Gottfried Wilhelm Leibniz. Otkrili su zakone diferencijalnog i integralnog računa, derivacije i približne polinomske serije. Njihov rad nastavili su matematičari Augustin Louis Cauchy, Bernhard Riemann, Karl Weierstrass, Henri Léon Lebesgue i dr.

## Glavna poglavlja

### Limes funkcije
Poglavlje limesa funkcije razvilo se iz problema izračunavanja vrijednost funkcije u slučajevima kada funkcija nije dobro definirana npr. pri dijeljenju s nulom. Limes funkcije f u točki a jest broj kojemu se približava vrijednost funkcije kada se vrijednost x približuje a. Bilježi se kao 
{\displaystyle \lim _{x\to a}f(x)}
Primjeri limesa:
{\displaystyle \lim _{x\to 3}{\frac {x}{x+3}}={\frac {1}{2}}}
{\displaystyle \lim _{x\to 0}{\frac {sin(x)}{x}}\ =1}

### Derivacija
Derivacija funkcije {\displaystyle f} jest granična vrijednost kvocijenta prirasta funkcije i prirasta argumenta kada prirast argumenta teži nuli:
{\displaystyle \lim _{\Delta x\to 0}{\frac {f(x+\Delta x)-f(x)}{\Delta x}}}
Najčešće se označava s {\displaystyle {\frac {d}{dx}}f(x)} ili pak samo s {\displaystyle f'(x)}.

### Integral
Za danu funkciju f(x) realne varijable x i interval [a, b] na pravcu realnih brojeva, integral
{\displaystyle \int _{a}^{b}f(x)dx}
predstavlja površinu područja u xy-ravnini ograničenu grafom od f, x-osi, i vertikalnim crtama x=a i x=b.